# (29491) Pfaff
(29491) Pfaff est un astéroïde de la ceinture principale.

## Description
(29491) Pfaff est un astéroïde de la ceinture principale. Il fut découvert le 23 novembre 1997 à Prescott (Arizona) par Paul G. Comba. Il présente une orbite caractérisée par un demi-grand axe de 2,63 UA, une excentricité de 0,08 et une inclinaison de 2,4° par rapport à l'écliptique.

## Compléments